# Бертран, Александр (археолог)
Алекса́ндр Луи́ Жозе́ф Бертра́н (фр. Alexandre Louis Joseph Bertrand; 11 июня 1820 года, Париж — 8 декабря 1902 года, Сен-Жермен-ан-Ле) — французский археолог, один из зачинателей галльской и галло-романской археологии, основатель и первый директор, на протяжении 35 лет, музея национальных древностей; академик, член Института Франции; сын врача и физика Александра Бертрана (1795—1831) и старший брат математика Жозефа Бертрана (1822—1900) и Луизы Бертран, жены математика Шарля Эрмита (1822—1901).

## Биография
Александр Бертран родился в городе Париже в 1820 году; в 1840 году поступил в Нормальную школу, в 1848 году был послан во Французскую школу в Афинах (École française d’Athènes).
После возвращения из Греции посвятил себя изучению истории античности; с 1860 года издавал «Revue archéologique». Способствовал возникновению археологического и галло-римского музея в С.-Жермене, директором которого назначен в 1862 году, и который возглавлял на протяжении 35 лет.
В 1881 году был избран на место Литтре членом Академии надписей.

## Труды
- «Essai sur les dieux protecteurs des héros de l’Iliade»,
- «De fabulis Arcadiae antiquissimis»,
- «Études de mythologie et d’archéologie grecques: d’Athènes à Argos» (1858),
- «Archéologie celtique et gauloise» (1876),
- «Les voies romaines en Gaule» (1863).